# 田畑実和
田畑 実和（たばた みわ、1995年12月21日 - ）は、兵庫県出身・在住のシンガーソングライターである。DEF MUSIC ENTERTAINMENT所属。テイチク×レイズイン×JOYSOUND「音なりオーディション2020」グランプリアーティスト。

## 経歴
小学生の頃から音楽の道を志し、歌やダンス、演技を学び、高校では吹奏楽部に所属し、高校野球は全力の演奏で応援に参加。大学では基礎から歌を学ぶため声楽を専攻し、オペラやオーケストラなどの舞台を経験する。
軽音サークルではバンド活動を通してギターやピアノ、ドラムなど多様な楽器に触れ多くのライブを経験。
大阪教育大学卒業を機に本格的に音楽活動をはじめ、現在は地元関西を中心にライブ活動を行う。現在放送中の自身のラジオ番組、FM Hanako「田畑実和のうたいろレター」やYouTube などを通して、日々音楽を届けている。
また2021年より、プロ野球オリックス・バファローズ主催試合で、アナウンスを担当する歌えるリポーター「うたリポ」に大抜擢され、2021年シーズンにオリックスが約25年ぶりにリーグ優勝を果たし、勝利の女神として話題となった。
2022年3月15日にNHK「うたコン」でバファローズの応援歌「SKY」を歌唱し、初出演を果たした。
2022年4月6日テイチクエンタテインメント「REALI-T RECORDS」よりシングル「ココロミュージカル」でメジャーデビュー。「ココロミュージカル」はポストEDMとも言われ海外でも広がりを見せているADM（アコースティックダンスミュージック）のサウンドを取り入れた楽曲で、田畑実和の透明感のある歌声とキャッチーなメロディで表現された、新生活を迎える全ての人に寄り添う応援ソングとなっている。

## 作品

### 配信限定シングル
| # | リリース日    | タイトル | 備考  |
| - | ------------- | -------- | ----- |
| 1 | 2023年2月15日 | リリラビ | [ 6 ] |

### タイアップ
| 年     | 曲名               | タイアップ                                                             |
| ------ | ------------------ | ---------------------------------------------------------------------- |
| 2021年 | SKY                | オリックス・バファローズ球団応援歌                                     |
| 2022年 | ココロミュージカル | テレビ大阪「それ行け電波塔! かんおんちゅ～ん!」3月度エンディングテーマ |
| 2022年 | ココロミュージカル | NBCテレビ「MUSIC WOLF TV」4月度オープニング曲                          |
| 2022年 | ココロミュージカル | FM AICHI「suさん.のどこかの誰かと」4月度エンディングテーマ             |